# 320 a.C.
Il 320 a.C. (CCCXX a.C. in numeri romani) è un anno  del IV secolo a.C.

## Eventi
- Il re indiano Chandragupta Maurya, aiutato dal ministro Chanakya, rovescia la dinastia Magadha.
- Teofrasto comincia lo studio sistematico della botanica
- Roma
  - consoli Lucio Papirio Cursore II e Quinto Publilio Filone III
  - Lucio Papirio Cursore assedia e conquista Luceria

## Nati
- Gneo Domizio Calvino Massimo, politico romano
- Gongsun Long, filosofo cinese († 250 a.C.)

## Morti
- Dinostrato, matematico greco antico (n. 390 a.C.)
- Teopompo, storico greco antico